# Aminata Touré
Aminata Touré (Dakar, 12 de octubre de 1962) es una jurista, economista y política senegalesa. Militante en los derechos humanos y funcionaria en la ONU, fue ministra de la Justicia de 2012 a 2013 y primera ministra de Senegal de 2013 a 2014, siendo la segunda mujer al frente del gobierno de este país en la historia después de Mame Madior Boye en 2001. En 2022 encabezó la lista a las elecciones parlamentarias a la Asamblea Nacional por parte de la coalición en apoyo al Presidente Macky Sall. Tras desavenencias políticas con Sall se le retiró el escaño en enero de 2023.

## Biografía
Nacida en Dakar en el seno de una familia acomodada, hija de un médico y de una comadrona, Aminata pasó su infancia en Tambacounda y estudió hasta sexto curso en el colegio Gaston-Berger de Kaolack. Su lengua nativa es el wolof. De joven también se dedicó al deporte. Fue futbolista de las Gazelle de Dakar.
Tuve la suerte de que mi padre fuera un gran feminista. Jugué a fútbol, corrí en el equipo nacional de atletismo, practiqué judo… El deporte es una buena formación para la vida. Enseña que puedes ganar, que debes ser tenaz.
En 1981, fue premiada en el concurso general de economía en bachillerato. Sus buenas notas le permitieron ir a estudiar a Francia donde se especializó  en economía. Obtuvo una licenciatura de economía en Dijon. Es Master en economía por la Universidad de Borgoña y tiene un MBA por la Universidad de Aix-Marsella en Francia y un doctorado de la Escuela Internacional de Administración de París.
Comenzó su carrera profesional en 1988, en el sector privado trabajando para la compañía de transportes de Dakar (SOTRAC), donde dirigió el departamento de marketing y comunicación. Más tarde trabajó con la rama senegalesa de la Federación Internacional de Planificación Familiar.
A partir de 1995, trabajó para Naciones Unidas durante 24 años ocupando puestos de consejera técnica en Burkina Faso, Costa de Marfil y Senegal. También encabezó la Dirección de Género y Derechos Humanos en la sede del Fondo de Población de las Naciones Unidas en Nueva York.

### Trayectoria política
Fue militante desde los 14 años y estuvo activa en el círculo universitario francés de izquierda. Además, fue miembro de la Liga comunista de trabajadores (LCT), más tarde denominado Movimiento por el socialismo y la unidad (MSU). Durante la campaña electoral de 1993, asumió la dirección de la campaña de Landing Savané convirtiéndose en la primera mujer que dirige una campaña en la historia de Senegal.
Tras la época internacional de trabajo en Naciones Unidas, en 2010, dejó Nueva Jersey para regresar a Senegal donde formó parte de la campaña de Macky Sall participando en la confección del programa ‘’Yoonu Yokkuté’’ (el camino del cambio) que ganó las elecciones dos años después convirtiéndose en la directora del gabinete del presidente de Senegal.

#### Ministra de Justicia (2012) y primera ministra (2013)
En abril de 2012 sucede a Cheikh Tidiane Sy como Ministra de Justicia en el gobierno de Abdoul Mbaye con la misión de reformar el sistema judicial reduciendo las demoras, acercando los tribunales a la ciudadanía y ampliando la representatividad del Consejo Constitucional. Durante sus primeros meses en el cargo, implementó la lucha contra la corrupción buscada por Sall a través de auditorías de la política de la ex presidencia y de los exfuncionarios del régimen wadista, incluido el hijo del expresidente, Karim Wade. En 2013 fue nombrada primera ministra (2013-2014)

#### En la política nacional e internacional
Posteriormente asumió el puesto Enviada Especial del Presidente para Asuntos Internos y Externos (2015-2019) y Presidenta del Consejo Económico, Social y Ambiental (2019- 2020).
Es miembro del Club de Madrid.
De 2014 a 2020, ha dirigido y codirigido misiones de observación de elecciones presidenciales en nombre de la Unión Africana y el Centro Carter en Mauricio, Costa de Marfil, Kenia, Liberia y Guyana.
En junio de 2021 se incorporó al Consejo Mundial de Liderazgo, un grupo de alto nivel de líderes de la alianza Saneamiento y Agua para Todos (SWA) que abogarán por el agua, el saneamiento y la higiene universales de cara a 2030, fecha límite para alcanzar los Objetivos de Desarrollo Sostenible de las Naciones Unidas.

#### Elecciones parlamentarias de 2022
Aminata fue cabeza de lista de la coalición presidencial Benno Bokk Yaakar en las elecciones parlamentarias de 2022 y estaba previsto que presidiera la Asamblea Nacional pero fue descartada en favor de Amadou Mame Diop por "razones familiares" denunció Aminata. En enero de 2023 fue despojada de su escaño de diputada en la Asamblea Nacional. Aminata acusó al actual presidente de su exclusión de la Asamblea que consideró «una violación de la ley». 
Finalmente en julio de 2023 tras los conflictos más graves sufridos en Senegal en los últimos que se saldaron con la muerte de una veintena de jóvenes  años Macky Sall renunció a ser candidato para un tercer mandato.

### Opinión política
En marzo de 2025, Aminata Touré se pronunció contra el franco CFA en África.

#### Elecciones presidenciales de 2024
Aminata Touré ha anunciado que será candidata a las elecciones presidenciales previstas para febrero de 2024.